# Bajriaka
Bajriaka (ros. Байряка) – wieś (sieło) w Rosji, w Tatarstanie, w rejonie jutazińskim. W 2021 liczyła 1083 mieszkańców.